# 光甘草素
光甘草素是一种有机化合物，分子式C20H18O4，属于異黃酮類化合物，存在于光果甘草（学名：Glycyrrhiza glabra）中，有雌激素活性。